# غرين دي
غرين دي (بالإنجليزية: Green Day)‏ هي فرقة بنك/روك أمريكية، من ولاية كاليفورنيا. تشكلت عام 1986. أصدروا عشرين ألبوم منذ بدايتهم في عام 1988، آخرها عام 2016 Revolution Radio

## الأغاني المفردة

### 1994
- Longview
- Basket Case
- Welcome to Paradise

### 1995
- When I Come Around
- She
- J.A.R
- Geek Stink Breath
- Stuck With Me

### 1996
- Brain Stew/Jaded
- Walking Contradiction

### 1997
- Time of Your Life
- Hitchin' a Ride

### 1998
- Nice Guys Finish Last
- Redundant

### 2000
- Minority
- Warning

### 2001
- Waiting
- Macy's Day Parade

### 2004
- American Idiot
- Boulevard of Broken Dreams

### 2005
- Holiday
- أيقظني عندما ينتهي سبتمبر
- Jesus of Suburbia
- St. Jimmy
- Whatsername ~

## الألبومات
- Smooth/39 (أملس/39): 1990
- Kerplunk! (كيربلنك): 1992
- Dookie (دوكي): 1994
- Insomnia (أرَق): 1995
- Nimrod (نِمرود): 1997
- Warning (تحذير): 2000
- American Idiot (الأبله الأمريكي): 2004
- 21st Century Breakdown (انهيار القرن الواحد والعشرين): 2009
- UNO (واحد)2012
- (DOSاثنان)2012
- TRE(ثلاثة)2012

## وصلات خارجية
- غرين دي على موقع IMDb (الإنجليزية)
- غرين دي على موقع الموسوعة البريطانية (الإنجليزية)
- غرين دي على موقع ميوزك برينز (الإنجليزية)
- غرين دي على موقع رولينغ ستون (الإنجليزية)
- غرين دي على موقع قاعدة بيانات برودواي على الإنترنت (الإنجليزية)
- غرين دي على موقع أول ميوزيك (الإنجليزية)
- غرين دي على موقع ديسكوغز (الإنجليزية)

- موقع غرين دي الرسمي